# Akii Bua Stadium
Akii Bua Stadium – stadion piłkarski znajdujący się w mieście Lira w Ugandzie. Swoje mecze rozgrywa na nim drużyna Boroboro Tigers FC. Stadion może pomieścić 1000 widzów.